# Ralf Dusend
Ralf Dusend (* 28. September 1959 in Korschenbroich) ist ein ehemaliger deutscher Fußballspieler. Der Offensivspieler hat von 1978 bis 1990 in der Fußball-Bundesliga für die Vereine Fortuna Düsseldorf und 1. FC Nürnberg insgesamt 309 Ligaspiele absolviert und 42 Tore erzielt. In den Jahren 1979 und 1980 gewann er mit Düsseldorf den DFB-Pokal.

## Laufbahn
Im Jahr 1976 kam Dusend von Borussia Mönchengladbach in die Jugend von Fortuna Düsseldorf. Am 15. Oktober 1977 debütierte der schnelle Angreifer beim Länderspiel gegen die UdSSR in der Jugendnationalmannschaft des DFB. Am 7. Dezember 1977 und am 15. März 1978 hatte er in den Qualifikationsspielen gegen die Schweiz für das UEFA-Turnier 1978 mitgewirkt (2:0, 2:0). Im Mai 1978 kam er in den drei Gruppenspielen gegen Schottland (0:1), Italien (5:3) und Portugal (0:1) im UEFA-Juniorenturnier an der Seite von Mitspielern wie Bernd Schuster, Thomas Allofs, Thomas Remark und Thomas Kroth zum Einsatz. Sein Bundesliga-Debüt hatte er bereits am 1. April 1978 unter Trainer Dietrich Weise beim 4:1-Sieg der Fortuna gegen den 1. FC Kaiserslautern gegeben. Er wurde in der 80. Spielminute für Rudi Bommer eingewechselt. Am 23. Juni 1979 feierte er seinen ersten großen Erfolg, als er im DFB-Pokalfinale von Fortuna Düsseldorf gegen Hertha BSC in Hannover in der 72. Spielminute für Thomas Allofs beim Stand von 0:0 eingewechselt wurde. Sein Team gewann den Pokal durch ein Tor von Wolfgang Seel in der Verlängerung mit 1:0. Ab der Saison 1981/1982 gehörte er zu den Stammspielern der Düsseldorfer Fortuna. In den Runden 1979/80 und 1980/81 hatte er internationale Einsätze gegen Glasgow Rangers, Austria Salzburg, FC Thor Waterschei und Benfica Lissabon im Europapokal der Pokalsieger.
Als die Fortuna 1987 aus der Fußball-Bundesliga abstieg, wechselte Dusend zum 1. FC Nürnberg. Das letzte Pflichtspiel seiner Karriere absolvierte er für die Nürnberger am 28. April 1990 beim 2:1-Erfolg über den VfL Bochum. Insgesamt brachte es Ralf Dusend auf 309 Bundesliga-Einsätze und erzielte dabei 42 Tore.
Am 8. November 1978 spielte Dusend in Den Haag bei einer 0:2-Niederlage gegen die niederländische Auswahl einmal in der Amateurnationalmannschaft. Er kam auch beim ersten Länderspiel der U 21 des DFB am 10. Oktober 1979 in Thorn gegen Polen (0:1) unter DFB-Trainer Berti Vogts zum Einsatz. Dusend wurde dabei für Rudi Völler eingewechselt.